# Crónica de Alfonso Onceno
La Crónica de Alfonso Onceno es una crónica real situada en la Edad Media de España. Relata la vida y obras del rey Alfonso XI de Castilla, desde su minoría de edad hasta el épico sitio de Algeciras.
Es posible que su autor haya sido Fernán Sánchez de Valladolid, cronista de Alfonso XI, quien le ordenó hacer un relato ordenando de los hechos históricos que habían acontecido en la Corona de Castilla. También historió los acontecimientos en los reinados de Alfonso X el Sabio, Sancho IV el Bravo y Fernando IV el Emplazado.
Quizás se trate de la primera crónica real en el estricto sentido del término, pues el tratado se centra en la vida del rey y organiza los hecho para crear todo un marco histórico que a la postre será considerado como un vehículo indudable para estudiar la España de la época.
Se pueden distinguir dos grandes argumentos:
- La minoría de edad del soberano, donde se realza la maldad de la aristocracia,
- El afán justiciero de Alfonso XI, encumbrado por su tenaz lucha contra los moros.

## Ediciones
- Crónica de Alfonso Onceno (Francisco Cerdá y Rico (1787) Segunda edición edición). Madrid: Imprenta de Don Antonio de Sancha. pp. 630 pp.